# Pegas (companie)
Pegas este o companie de consultanță în implementarea standardelor internaționale de calitate din România.
Compania a fost înființată în anul 2000 și deține în prezent șapte birouri regionale.
Număr de angajați în 2009: 52
Cifra de afaceri în 2007: 1 milion euro